# НБА в сезоні 2015—2016
Сезон НБА 2015—2016 був 70-м сезоном у Національній баскетбольній асоціації. Переможцями сезону стали «Клівленд Кавальєрс», які здолали у фінальній серії «Голден-Стейт Ворріорс».

## Регламент змагання
Участь у сезоні брали 30 команд, розподілених між двома конференціями — Східною і Західною, кожна з яких у свою чергу складалася з трьох дивізіонів.
По ходу регулярного сезону кожна з команд-учасниць провела по 82 гри (по 41 грі на власному майданчику і на виїзді). При цьому з командами свого дивізіону проводилося по чотири гри, із шістьома командами з інших дивізіонів своєї конференції — теж по чотири гри, а з рештою чотирма командами своєї конференції — по три. Нарешті команди з різних конференцій проводили між собою по два матчі.
До раунду плей-оф виходили по вісім найкращих команд кожної з конференцій, причому переможці дивізіонів посідали місця угорі турнірної таблиці конференції, навіть при гірших результатах, ніж у команд з інших дивізіонів, які свої дивізіони не виграли. Плей-оф відбувався за олімпійською системою, за якою найкраща команда кожної конференції починала боротьбу проти команди, яка посіла восьме місце у тій же конференції, друга команда конференції — із сьомою, і так далі. В усіх раундах плей-оф переможець кожної пари визначався в серії ігор, яка тривала до чотирьох перемог однієї з команд.
Чемпіони кожної з конференцій, що визначалися на стадії плей-оф, для визначення чемпіона НБА зустрічалися між собою у Фіналі, що складався із серії ігор до чотирьох перемог.

## Регулярний сезон
Регулярний сезон тривав з 27 жовтня 2015 р. по 13 квітня 2016 р., найкращий результат по його завершенні мали «Голден-Стейт Ворріорс».

### Підсумкові таблиці за дивізіонами
| Атлантичний дивізіон          | В  | П  | %П   | Відст | Дом   | Гост  | Див  | І  |
| ----------------------------- | -- | -- | ---- | ----- | ----- | ----- | ---- | -- |
| y – «Торонто Репторз»         | 56 | 26 | .683 | 0.0   | 32–9  | 24–17 | 14–2 | 82 |
| x – «Бостон Селтікс»          | 48 | 34 | .585 | 8.0   | 28–13 | 20–21 | 10–6 | 82 |
| «Нью-Йорк Нікс»               | 32 | 50 | .390 | 24.0  | 18–23 | 14–27 | 8–8  | 82 |
| «Бруклін Нетс»                | 21 | 61 | .256 | 35.0  | 14–27 | 7–34  | 6–10 | 82 |
| «Філадельфія Севенті-Сіксерс» | 10 | 72 | .122 | 46.0  | 7–34  | 3–38  | 2–14 | 82 |

| Південно-Східний дивізіон | В  | П  | %П   | Відст | Дом   | Гост  | Див  | І  |
| ------------------------- | -- | -- | ---- | ----- | ----- | ----- | ---- | -- |
| y – «Маямі Гіт»           | 48 | 34 | .585 | 0.0   | 28–13 | 20–21 | 10–6 | 82 |
| x – «Атланта Гокс»        | 48 | 34 | .585 | 0.0   | 27–14 | 21–20 | 8–8  | 82 |
| x – «Шарлотт Горнетс»     | 48 | 34 | .585 | 0.0   | 30–11 | 18–23 | 8–8  | 82 |
| «Вашингтон Візардс»       | 41 | 41 | .500 | 7.0   | 22–19 | 19–22 | 10–6 | 82 |
| «Орландо Меджик»          | 35 | 47 | .427 | 13.0  | 23–18 | 12–29 | 4–12 | 82 |

| Центральний дивізіон     | В  | П  | %П   | Відст | Дом   | Гост  | Див  | І  |
| ------------------------ | -- | -- | ---- | ----- | ----- | ----- | ---- | -- |
| c – «Клівленд Кавальєрс» | 57 | 25 | .695 | 0.0   | 33–8  | 24–17 | 8–8  | 82 |
| x – «Індіана Пейсерз»    | 45 | 37 | .549 | 12.0  | 26–15 | 19–22 | 8–8  | 82 |
| x – «Детройт Пістонс»    | 44 | 38 | .537 | 13.0  | 26–15 | 18–23 | 10–6 | 82 |
| «Чикаго Буллз»           | 42 | 40 | .512 | 15.0  | 26–15 | 16–25 | 10–6 | 82 |
| «Мілвокі Бакс»           | 33 | 49 | .402 | 24.0  | 23–18 | 10–31 | 4–12 | 82 |

| Південно-Західний дивізіон | В  | П  | %П   | Відст | Дом   | Гост  | Див  | І  |
| -------------------------- | -- | -- | ---- | ----- | ----- | ----- | ---- | -- |
| y – Сан-Антоніо Сперс      | 67 | 15 | .817 | 0.0   | 40–1  | 27–14 | 15–1 | 82 |
| x – Даллас Маверікс        | 42 | 40 | .512 | 25.0  | 23–18 | 19–22 | 7–9  | 82 |
| x – Мемфіс Ґріззліс        | 42 | 40 | .512 | 25.0  | 26–15 | 16–25 | 7–9  | 82 |
| x – Х'юстон Рокетс         | 41 | 41 | .500 | 26.0  | 23–18 | 18–23 | 8–8  | 82 |
| Нью-Орлінс Пеліканс        | 30 | 52 | .366 | 37.0  | 21–20 | 9–32  | 4–12 | 82 |

| Північно-Західний дивізіон  | В  | П  | %П   | Відст | Дом   | Гост  | Див  | І  |
| --------------------------- | -- | -- | ---- | ----- | ----- | ----- | ---- | -- |
| y – Оклахома-Сіті Тандер    | 55 | 27 | .671 | 0.0   | 32–9  | 23–18 | 13–3 | 82 |
| x – Портленд Трейл-Блейзерс | 44 | 38 | .537 | 11.0  | 28–13 | 16–25 | 11–5 | 82 |
| Юта Джаз                    | 40 | 42 | .488 | 15.0  | 24–17 | 16–25 | 8–8  | 82 |
| Денвер Наггетс              | 33 | 49 | .402 | 22.0  | 18–23 | 15–26 | 4–12 | 82 |
| Міннесота Тімбервулвз       | 29 | 53 | .354 | 26.0  | 14–27 | 15–26 | 4–12 | 82 |

| Тихоокеанський дивізіон   | В  | П  | %П   | Відст | Дом   | Гост  | Див  | І  |
| ------------------------- | -- | -- | ---- | ----- | ----- | ----- | ---- | -- |
| z – Голден-Стейт Ворріорс | 73 | 9  | .890 | 0.0   | 39–2  | 34–7  | 15–1 | 82 |
| x – Лос-Анджелес Кліпперс | 53 | 29 | .646 | 20.0  | 29–12 | 24–17 | 9–7  | 82 |
| Сакраменто Кінґс          | 33 | 49 | .402 | 40.0  | 18–23 | 15–26 | 8–8  | 82 |
| Фінікс Санз               | 23 | 59 | .280 | 50.0  | 14–27 | 9–32  | 6–10 | 82 |
| Лос-Анджелес Лейкерс      | 17 | 65 | .207 | 56.0  | 12–29 | 5–36  | 2–14 | 82 |

### Підсумкові таблиці за конференціями
| Східна конференція | Східна конференція            | Східна конференція | Східна конференція | Східна конференція | Східна конференція | Східна конференція |
| #                  | Команда                       | В                  | П                  | %П                 | Відст              | І                  |
| ------------------ | ----------------------------- | ------------------ | ------------------ | ------------------ | ------------------ | ------------------ |
| 1                  | c – «Клівленд Кавальєрс» *    | 57                 | 25                 | .695               | –                  | 82                 |
| 2                  | y – «Торонто Репторз» *       | 56                 | 26                 | .683               | 1.0                | 82                 |
| 3                  | y – «Маямі Гіт» *             | 48                 | 34                 | .585               | 9.0                | 82                 |
| 4                  | x – «Атланта Гокс»            | 48                 | 34                 | .585               | 9.0                | 82                 |
| 5                  | x – «Бостон Селтікс»          | 48                 | 34                 | .585               | 9.0                | 82                 |
| 6                  | x – «Шарлотт Горнетс»         | 48                 | 34                 | .585               | 9.0                | 82                 |
| 7                  | x – «Індіана Пейсерз»         | 45                 | 37                 | .549               | 12.0               | 82                 |
| 8                  | x – «Детройт Пістонс»         | 44                 | 38                 | .537               | 13.0               | 82                 |
|                    |                               |                    |                    |                    |                    |                    |
| 9                  | «Чикаго Буллз»                | 42                 | 40                 | .512               | 15.0               | 82                 |
| 10                 | «Вашингтон Візардс»           | 41                 | 41                 | .500               | 16.0               | 82                 |
| 11                 | «Орландо Меджик»              | 35                 | 47                 | .427               | 22.0               | 82                 |
| 12                 | «Мілвокі Бакс»                | 33                 | 49                 | .402               | 24.0               | 82                 |
| 13                 | «Нью-Йорк Нікс»               | 32                 | 50                 | .390               | 25.0               | 82                 |
| 14                 | «Бруклін Нетс»                | 21                 | 61                 | .256               | 36.0               | 82                 |
| 15                 | «Філадельфія Севенті-Сіксерс» | 10                 | 72                 | .122               | 47.0               | 82                 |

| Західна конференція | Західна конференція         | Західна конференція | Західна конференція | Західна конференція | Західна конференція | Західна конференція |
| #                   | Команда                     | В                   | П                   | %П                  | Відст               | І                   |
| ------------------- | --------------------------- | ------------------- | ------------------- | ------------------- | ------------------- | ------------------- |
| 1                   | z – Голден-Стейт Ворріорс * | 73                  | 9                   | .890                | –                   | 82                  |
| 2                   | y – Сан-Антоніо Сперс *     | 67                  | 15                  | .817                | 6.0                 | 82                  |
| 3                   | y – Оклахома-Сіті Тандер *  | 55                  | 27                  | .671                | 18.0                | 82                  |
| 4                   | x – Лос-Анджелес Кліпперс   | 53                  | 29                  | .646                | 20.0                | 82                  |
| 5                   | x – Портленд Трейл-Блейзерс | 44                  | 38                  | .537                | 29.0                | 82                  |
| 6                   | x – Даллас Маверікс         | 42                  | 40                  | .512                | 31.0                | 82                  |
| 7                   | x – Мемфіс Ґріззліс         | 42                  | 40                  | .512                | 31.0                | 82                  |
| 8                   | x – Х'юстон Рокетс          | 41                  | 41                  | .500                | 32.0                | 82                  |
|                     |                             |                     |                     |                     |                     |                     |
| 9                   | Юта Джаз                    | 40                  | 42                  | .488                | 33.0                | 82                  |
| 10                  | Сакраменто Кінґс            | 33                  | 49                  | .402                | 40.0                | 82                  |
| 11                  | Денвер Наггетс              | 33                  | 49                  | .402                | 40.0                | 82                  |
| 12                  | Нью-Орлінс Пеліканс         | 30                  | 52                  | .366                | 43.0                | 82                  |
| 13                  | Міннесота Тімбервулвз       | 29                  | 53                  | .354                | 44.0                | 82                  |
| 14                  | Фінікс Санз                 | 23                  | 59                  | .280                | 50.0                | 82                  |
| 15                  | Лос-Анджелес Лейкерс        | 17                  | 65                  | .207                | 56.0                | 82                  |

Легенда:
- z — Найкраща команда регулярного сезону НБА
- c — Найкраща команда конференції
- y — Переможець дивізіону
- x — Учасник плей-оф

## Плей-оф
Переможці пар плей-оф позначені жирним. Цифри перед назвою команди відповідають її позиції у підсумковій турнірній таблиці регулярного сезону конференції. Цифри після назви команди відповідають кількості її перемог у відповідному раунді плей-оф. Курсивом позначені команди, які мали перевагу власного майданчика (принаймні потенційно могли провести більшість ігор серії вдома).
|  | Перший раунд        | Перший раунд              | Перший раунд              |   |                          | Півфінали конференції    | Півфінали конференції | Півфінали конференції |  |    | Фінали конференції       | Фінали конференції | Фінали конференції |  |    | Фінал НБА             | Фінал НБА | Фінал НБА |
|  |                     |                           |                           |   |                          |                          |                       |                       |  |    |                          |                    |                    |  |    |                       |           |           |
|  | E1                  | «Клівленд Кавальєрс»*     | 4                         |   |                          |                          |                       |                       |  |    |                          |                    |                    |  |    |                       |           |           |
|  | E8                  | «Детройт Пістонс»         | 0                         |   |                          |                          |                       |                       |  |    |                          |                    |                    |  |    |                       |           |           |
|  | E8                  | «Детройт Пістонс»         | 0                         |   | E1                       | «Клівленд Кавальєрс»*    | 4                     |                       |  |    |                          |                    |                    |  |    |                       |           |           |
|  |                     |                           |                           |   | E1                       | «Клівленд Кавальєрс»*    | 4                     |                       |  |    |                          |                    |                    |  |    |                       |           |           |
|  |                     | E4                        | «Атланта Гокс»            | 0 |                          |                          |                       |                       |  |    |                          |                    |                    |  |    |                       |           |           |
|  | E4                  | E4                        | «Атланта Гокс»            | 0 | «Атланта Гокс»           | 4                        |                       |                       |  |    |                          |                    |                    |  |    |                       |           |           |
|  | E4                  |                           |                           |   | «Атланта Гокс»           | 4                        |                       |                       |  |    |                          |                    |                    |  |    |                       |           |           |
|  | E5                  | «Бостон Селтікс»          | 2                         |   |                          |                          |                       |                       |  |    |                          |                    |                    |  |    |                       |           |           |
|  | E5                  | «Бостон Селтікс»          | 2                         |   |                          |                          |                       |                       |  | E1 | «Клівленд Кавальєрс»*    | 4                  |                    |  |    |                       |           |           |
|  | Східна конференція  |                           |                           |   |                          |                          |                       |                       |  | E1 | «Клівленд Кавальєрс»*    | 4                  |                    |  |    |                       |           |           |
|  |                     | E2                        | «Торонто Репторз»*        | 2 |                          |                          |                       |                       |  |    |                          |                    |                    |  |    |                       |           |           |
|  | E3                  | E2                        | «Торонто Репторз»*        | 2 | «Маямі Гіт»*             | 4                        |                       |                       |  |    |                          |                    |                    |  |    |                       |           |           |
|  | E3                  |                           |                           |   | «Маямі Гіт»*             | 4                        |                       |                       |  |    |                          |                    |                    |  |    |                       |           |           |
|  | E6                  | «Шарлотт Горнетс»         | 3                         |   |                          |                          |                       |                       |  |    |                          |                    |                    |  |    |                       |           |           |
|  | E6                  | «Шарлотт Горнетс»         | 3                         |   | E3                       | «Маямі Гіт»*             | 3                     |                       |  |    |                          |                    |                    |  |    |                       |           |           |
|  |                     |                           |                           |   | E3                       | «Маямі Гіт»*             | 3                     |                       |  |    |                          |                    |                    |  |    |                       |           |           |
|  |                     | E2                        | «Торонто Репторз»*        | 4 |                          |                          |                       |                       |  |    |                          |                    |                    |  |    |                       |           |           |
|  | E2                  | E2                        | «Торонто Репторз»*        | 4 | «Торонто Репторз»*       | 4                        |                       |                       |  |    |                          |                    |                    |  |    |                       |           |           |
|  | E2                  |                           |                           |   | «Торонто Репторз»*       | 4                        |                       |                       |  |    |                          |                    |                    |  |    |                       |           |           |
|  | E7                  | «Індіана Пейсерз»         | 3                         |   |                          |                          |                       |                       |  |    |                          |                    |                    |  |    |                       |           |           |
|  | E7                  | «Індіана Пейсерз»         | 3                         |   |                          |                          |                       |                       |  |    |                          |                    |                    |  | E1 | «Клівленд Кавальєрс»* | 4         |           |
|  |                     |                           |                           |   |                          |                          |                       |                       |  |    |                          |                    |                    |  | E1 | «Клівленд Кавальєрс»* | 4         |           |
|  |                     | W1                        | «Голден-Стейт Ворріорс»*  | 3 |                          |                          |                       |                       |  |    |                          |                    |                    |  |    |                       |           |           |
|  | W1                  | W1                        | «Голден-Стейт Ворріорс»*  | 3 | «Голден-Стейт Ворріорс»* | 4                        |                       |                       |  |    |                          |                    |                    |  |    |                       |           |           |
|  | W1                  |                           |                           |   | «Голден-Стейт Ворріорс»* | 4                        |                       |                       |  |    |                          |                    |                    |  |    |                       |           |           |
|  | W8                  | «Х'юстон Рокетс»          | 1                         |   |                          |                          |                       |                       |  |    |                          |                    |                    |  |    |                       |           |           |
|  | W8                  | «Х'юстон Рокетс»          | 1                         |   | W1                       | «Голден-Стейт Ворріорс»* | 4                     |                       |  |    |                          |                    |                    |  |    |                       |           |           |
|  |                     |                           |                           |   | W1                       | «Голден-Стейт Ворріорс»* | 4                     |                       |  |    |                          |                    |                    |  |    |                       |           |           |
|  |                     | W5                        | «Портленд Трейл-Блейзерс» | 1 |                          |                          |                       |                       |  |    |                          |                    |                    |  |    |                       |           |           |
|  | W4                  | W5                        | «Портленд Трейл-Блейзерс» | 1 | «Лос-Анджелес Кліпперс»  | 2                        |                       |                       |  |    |                          |                    |                    |  |    |                       |           |           |
|  | W4                  |                           |                           |   | «Лос-Анджелес Кліпперс»  | 2                        |                       |                       |  |    |                          |                    |                    |  |    |                       |           |           |
|  | W5                  | «Портленд Трейл-Блейзерс» | 4                         |   |                          |                          |                       |                       |  |    |                          |                    |                    |  |    |                       |           |           |
|  | W5                  | «Портленд Трейл-Блейзерс» | 4                         |   |                          |                          |                       |                       |  | W1 | «Голден-Стейт Ворріорс»* | 4                  |                    |  |    |                       |           |           |
|  | Західна конференція |                           |                           |   |                          |                          |                       |                       |  | W1 | «Голден-Стейт Ворріорс»* | 4                  |                    |  |    |                       |           |           |
|  |                     | W3                        | «Оклахома-Сіті Тандер»*   | 3 |                          |                          |                       |                       |  |    |                          |                    |                    |  |    |                       |           |           |
|  | W3                  | W3                        | «Оклахома-Сіті Тандер»*   | 3 | «Оклахома-Сіті Тандер»*  | 4                        |                       |                       |  |    |                          |                    |                    |  |    |                       |           |           |
|  | W3                  |                           |                           |   | «Оклахома-Сіті Тандер»*  | 4                        |                       |                       |  |    |                          |                    |                    |  |    |                       |           |           |
|  | W6                  | «Даллас Маверікс»         | 1                         |   |                          |                          |                       |                       |  |    |                          |                    |                    |  |    |                       |           |           |
|  | W6                  | «Даллас Маверікс»         | 1                         |   | W3                       | «Оклахома-Сіті Тандер»*  | 4                     |                       |  |    |                          |                    |                    |  |    |                       |           |           |
|  |                     |                           |                           |   | W3                       | «Оклахома-Сіті Тандер»*  | 4                     |                       |  |    |                          |                    |                    |  |    |                       |           |           |
|  |                     | W2                        | «Сан-Антоніо Сперс»*      | 2 |                          |                          |                       |                       |  |    |                          |                    |                    |  |    |                       |           |           |
|  | W2                  | W2                        | «Сан-Антоніо Сперс»*      | 2 | «Сан-Антоніо Сперс»*     | 4                        |                       |                       |  |    |                          |                    |                    |  |    |                       |           |           |
|  | W2                  |                           |                           |   | «Сан-Антоніо Сперс»*     | 4                        |                       |                       |  |    |                          |                    |                    |  |    |                       |           |           |
|  | W7                  | «Мемфіс Ґріззліс»         | 0                         |   |                          |                          |                       |                       |  |    |                          |                    |                    |  |    |                       |           |           |

* — переможці дивізіонів.

## Статистика

### Лідери за індивідуальними статистичними показниками
| Показник                    | Гравець         | Команда                 | Результат |
| --------------------------- | --------------- | ----------------------- | --------- |
| Очки за гру                 | Стефен Каррі    | «Голден-Стейт Ворріорс» | 30,1      |
| Підбирання за гру           | Андре Драммонд  | «Детройт Пістонс»       | 14,8      |
| Передачі за гру             | Раджон Рондо    | «Сакраменто Кінґс»      | 11,7      |
| Перехоплення за гру         | Стефен Каррі    | «Голден-Стейт Ворріорс» | 2,14      |
| Блокування за гру           | Хассан Вайтсайд | «Маямі Гіт»             | 3,68      |
| Втрати за гру               | Джеймс Гарден   | «Х'юстон Рокетс»        | 4,6       |
| Порушення правил за гру     | Демаркус Казінс | «Сакраменто Кінґс»      | 3,6       |
| Хвилини за гру              | Джеймс Гарден   | «Х'юстон Рокетс»        | 38,1      |
| % влучань з гри             | Деандре Джордан | «Лос-Анджелес Кліпперс» | 70,3 %    |
| % влучань штрафних кидків   | Стефен Каррі    | «Голден-Стейт Ворріорс» | 90,8 %    |
| % влучань 3-очкових кидків  | Трой Деніелс    | «Шарлотт Горнетс»       | 48,4 %    |
| Рейтинг ефективності гравця | Стефен Каррі    | «Голден-Стейт Ворріорс» | 31,56     |
| Дабл-дабли                  | Андре Драммонд  | «Детройт Пістонс»       | 66        |
| Трипл-дабли                 | Рассел Вестбрук | «Оклахома-Сіті Тандер»  | 18        |

### Рекорди за гру
| Показник     | Гравець          | Команда                       | Результат |
| ------------ | ---------------- | ----------------------------- | --------- |
| Очки         | Кобі Браянт      | «Лос-Анджелес Лейкерс»        | 60        |
| Підбирання   | Андре Драммонд   | «Детройт Пістонс»             | 29        |
| Передачі     | Раджон Рондо     | «Сакраменто Кінґс»            | 20        |
| Перехоплення | Роберт Ковінгтон | «Філадельфія Севенті-Сіксерс» | 8         |
| Перехоплення | Рікі Рубіо       | «Міннесота Тімбервулвз»       | 8         |
| Перехоплення | Пабло Пріджионі  | «Лос-Анджелес Кліпперс»       | 8         |
| Перехоплення | Джеймс Гарден    | «Х'юстон Рокетс»              | 8         |
| Блокування   | Хассан Вайтсайд  | «Маямі Гіт»                   | 11        |
| Триочкові    | Стефен Каррі     | «Голден-Стейт Ворріорс»       | 12        |

### Команди-лідери за статистичними показниками
| Показник                   | Команда                 | Результат |
| -------------------------- | ----------------------- | --------- |
| Очки за гру                | «Голден-Стейт Ворріорс» | 114,9     |
| Підбирання за гру          | «Оклахома-Сіті Тандер»  | 48,6      |
| Передачі за гру            | «Голден-Стейт Ворріорс» | 28,9      |
| Перехоплення за гру        | «Х'юстон Рокетс»        | 10,0      |
| Блокування за гру          | «Маямі Гіт»             | 6,5       |
| Втрати за гру              | «Фінікс Санз»           | 16,6      |
| % влучань з гри            | «Голден-Стейт Ворріорс» | 48,7 %    |
| % влучань штрафних кидків  | «Нью-Йорк Нікс»         | 80,5 %    |
| % влучань 3-очкових кидків | «Голден-Стейт Ворріорс» | 41,6 %    |
| +/−                        | «Голден-Стейт Ворріорс» | 10,8      |

## Нагороди НБА

### Щорічні нагороди
- Найцінніший гравець: Стефен Каррі, «Голден-Стейт Ворріорс»[1]
- Найкращий захисний гравець: Каві Леонард, «Сан-Антоніо Сперс»[2]
- Новачок року: Карл-Ентоні Таунс «Міннесота Тімбервулвз»[3]
- Найкращий шостий гравець: Джамал Кроуфорд, «Лос-Анджелес Кліпперс»[4]
- Найбільш прогресуючий гравець: Сі Джей Макколлум, «Портленд Трейл-Блейзерс»[5]
- Тренер року: Стів Керр, «Голден-Стейт Ворріорс»[6]
- Менеджер року: Роберт Кантербері Буфорд, «Сан-Антоніо Сперс»[7]
- Приз за спортивну поведінку: Майк Конлі, «Мемфіс Ґріззліс»[8]
- Нагорода Дж. Волтера Кеннеді: Вейн Еллінгтон, «Бруклін Нетс»[9]
- Нагорода найкращому одноклубнику імені Тваймена-Стоукса: Вінс Картер, «Мемфіс Ґріззліс»[10]

| - Перша збірна всіх зірок: - F Каві Леонард, «Сан-Антоніо Сперс» - F Леброн Джеймс, «Клівленд Кавальєрс» - C Деандре Джордан, «Лос-Анджелес Кліпперс» - G Рассел Вестбрук, «Оклахома-Сіті Тандер» - G Стефен Каррі, «Голден-Стейт Ворріорс» | - Друга збірна всіх зірок: - F Кевін Дюрант, «Оклахома-Сіті Тандер» - F Дреймонд Грін, «Голден-Стейт Ворріорс» - C Демаркус Казінс, «Сакраменто Кінґс» - G Кріс Пол, «Лос-Анджелес Кліпперс» - G Дем'єн Ліллард, «Портленд Трейл-Блейзерс» | - Третя збірна всіх зірок: - F Пол Джордж, «Індіана Пейсерз» - F Ламаркус Олдрідж, «Сан-Антоніо Сперс» - C Андре Драммонд, «Детройт Пістонс» - G Кайл Лаурі, «Торонто Репторз» - G Клей Томпсон, «Голден-Стейт Ворріорс» |

| - Перша збірна всіх зірок захисту: - F Каві Леонард, «Сан-Антоніо Сперс» - F Дреймонд Грін, «Голден-Стейт Ворріорс» - C Деандре Джордан, «Лос-Анджелес Кліпперс» - G Ейвері Бредлі, «Бостон Селтікс» - G Кріс Пол, «Лос-Анджелес Кліпперс» | - Друга збірна всіх зірок захисту: - F Пол Міллсап, «Атланта Гокс» - F Пол Джордж, «Індіана Пейсерз» - C Хассан Вайтсайд, «Маямі Гіт» - G Тоні Аллен, «Мемфіс Ґріззліс» - G Джиммі Батлер, «Чикаго Буллз» |

| - Перша збірна новачків: - Карл-Ентоні Таунс, «Міннесота Тімбервулвз» - Крістапс Порзінгіс, «Нью-Йорк Нікс» - Девін Букер, «Фінікс Санз» - Нікола Йокич, «Денвер Наггетс» - Джаліл Окафор, «Філадельфія Севенті-Сіксерс» | - Друга збірна новачків: - Джастіс Вінслоу, «Маямі Гіт» - Деанджело Рассел, «Лос-Анджелес Лейкерс» - Еммануель Мудіай, «Денвер Наггетс» - Майлз Тернер, «Індіана Пейсерз» - Віллі Колі-Стейн, «Сакраменто Кінґс» |

### Гравець тижня
| Тиждень                 | Східна конференція                         | Західна конференція                               | Прим.  |
| ----------------------- | ------------------------------------------ | ------------------------------------------------- | ------ |
| 27 жовтня — 1 листопада | Андре Драммонд («Детройт Пістонс») (1/2)   | Стефен Каррі («Голден-Стейт Ворріорс») (1/5)      | [ 14 ] |
| 2—8 листопада           | Андре Драммонд («Детройт Пістонс») (2/2)   | Джеймс Гарден («Х'юстон Рокетс») (1/1)            | [ 15 ] |
| 9—15 листопада          | Ніколя Батюм («Шарлотт Горнетс») (1/1)     | Демаркус Казінс («Сакраменто Кінґс») (1/2)        | [ 16 ] |
| 16—22 листопада         | Леброн Джеймс («Клівленд Кавальєрс») (1/5) | Стефен Каррі («Голден-Стейт Ворріорс») (2/5)      | [ 17 ] |
| 23—29 листопада         | Пол Джордж («Індіана Пейсерз») (1/1)       | Кевін Дюрант («Оклахома-Сіті Тандер») (1/5)       | [ 18 ] |
| 30 листопада — 6 грудня | Реджі Джексон («Детройт Пістонс») (1/2)    | Стефен Каррі («Голден-Стейт Ворріорс») (3/5)      | [ 19 ] |
| 7—13 грудня             | Демар Дерозан («Торонто Репторз») (1/1)    | Кевін Дюрант («Оклахома-Сіті Тандер») (2/5)       | [ 20 ] |
| 14—20 грудня            | Реджі Джексон («Детройт Пістонс») (2/2)    | Каві Леонард («Сан-Антоніо Сперс») (1/2)          | [ 21 ] |
| 21—27 грудня            | Марцін Гортат («Вашингтон Візардс») (1/1)  | Рассел Вестбрук («Оклахома-Сіті Тандер») (1/1)    | [ 22 ] |
| 28 грудня — 3 січня     | Брук Лопес («Бруклін Нетс») (1/1)          | Дреймонд Грін («Голден-Стейт Ворріорс») (1/1)     | [ 23 ] |
| 4—10 січня              | Леброн Джеймс («Клівленд Кавальєрс») (2/5) | Кріс Пол («Лос-Анджелес Кліпперс») (1/1)          | [ 24 ] |
| 11—17 січня             | Джон Волл («Вашингтон Візардс») (1/1)      | Кевін Дюрант («Оклахома-Сіті Тандер») (3/5)       | [ 25 ] |
| 18—24 січня             | Кемба Вокер («Шарлотт Горнетс») (1/2)      | Демаркус Казінс («Сакраменто Кінґс») (2/2)        | [ 26 ] |
| 25—31 січня             | Двейн Вейд («Маямі Гіт») (1/1)             | Кевін Дюрант («Оклахома-Сіті Тандер») (4/5)       | [ 27 ] |
| 1—7 лютого              | Айзея Томас («Бостон Селтікс») (1/1)       | Ламаркус Олдрідж («Сан-Антоніо Сперс») (1/1)      | [ 28 ] |
| 22—28 лютого            | Кайл Лаурі («Торонто Репторз») (1/2)       | Стефен Каррі («Голден-Стейт Ворріорс») (4/5)      | [ 29 ] |
| 29 лютого — 6 березня   | Леброн Джеймс («Клівленд Кавальєрс») (3/5) | Каві Леонард («Сан-Антоніо Сперс») (2/2)          | [ 30 ] |
| 7—13 березня            | Кемба Вокер («Шарлотт Горнетс») (2/2)      | Стефен Каррі («Голден-Стейт Ворріорс») (5/5)      | [ 31 ] |
| 14—20 березня           | Кайл Лаурі («Торонто Репторз») (2/2)       | Кевін Дюрант («Оклахома-Сіті Тандер») (5/5)       | [ 32 ] |
| 21—27 березня           | Леброн Джеймс («Клівленд Кавальєрс») (4/5) | Клей Томпсон («Голден-Стейт Ворріорс») (1/1)      | [ 33 ] |
| 28 березня — 3 квітня   | Леброн Джеймс («Клівленд Кавальєрс») (5/5) | Хосе Хуан Бареа («Даллас Маверікс») (1/1)         | [ 34 ] |
| 4—10 квітня             | Пол Міллсап («Атланта Гокс») (1/1)         | Карл-Ентоні Таунс («Міннесота Тімбервулвз») (1/1) | [ 35 ] |

### Гравець місяця
| Місяць           | Східна конференція                                                           | Західна конференція                                                                        | Прим.  |
| ---------------- | ---------------------------------------------------------------------------- | ------------------------------------------------------------------------------------------ | ------ |
| Жовтень/листопад | Пол Джордж («Індіана Пейсерз») (1/1)                                         | Стефен Каррі («Голден-Стейт Ворріорс») (1/2)                                               | [ 36 ] |
| Грудень          | Джон Волл («Вашингтон Візардс») (1/1)                                        | Кевін Дюрант («Оклахома-Сіті Тандер») (1/2) Рассел Вестбрук («Оклахома-Сіті Тандер») (1/2) | [ 37 ] |
| Січень           | Кайл Лаурі («Торонто Репторз») (1/1) Демар Дерозан («Торонто Репторз») (1/1) | Кевін Дюрант («Оклахома-Сіті Тандер») (2/2)                                                | [ 38 ] |
| Лютий            | Леброн Джеймс («Клівленд Кавальєрс») (1/3)                                   | Стефен Каррі («Голден-Стейт Ворріорс») (2/2)                                               | [ 39 ] |
| Березень         | Леброн Джеймс («Клівленд Кавальєрс») (2/3)                                   | Рассел Вестбрук («Оклахома-Сіті Тандер») (2/2)                                             | [ 40 ] |
| Квітень          | Леброн Джеймс («Клівленд Кавальєрс») (3/3)                                   | Джеймс Гарден («Х'юстон Рокетс») (1/1)                                                     | [ 41 ] |

### Новачок місяця
| Місяць           | Східна конференція                         | Західна конференція                               | Прим.  |
| ---------------- | ------------------------------------------ | ------------------------------------------------- | ------ |
| Жовтень/листопад | Крістапс Порзінгіс («Нью-Йорк Нікс») (1/3) | Карл-Ентоні Таунс («Міннесота Тімбервулвз») (1/6) | [ 42 ] |
| Грудень          | Крістапс Порзінгіс («Нью-Йорк Нікс») (2/3) | Карл-Ентоні Таунс («Міннесота Тімбервулвз») (2/6) | [ 43 ] |
| Січень           | Крістапс Порзінгіс («Нью-Йорк Нікс») (3/3) | Карл-Ентоні Таунс («Міннесота Тімбервулвз») (3/6) | [ 44 ] |
| Лютий            | Майлз Тернер («Індіана Пейсерз») (1/1)     | Карл-Ентоні Таунс («Міннесота Тімбервулвз») (4/6) | [ 45 ] |
| Березень         | Джош Річардсон («Маямі Гіт») (1/1)         | Карл-Ентоні Таунс («Міннесота Тімбервулвз») (5/6) | [ 46 ] |
| Квітень          | Норман Павелл («Торонто Репторз») (1/1)    | Карл-Ентоні Таунс («Міннесота Тімбервулвз») (6/6) | [ 47 ] |

### Тренер місяця
| Місяць           | Східна конференція                       | Західна конференція                            | Прим.  |
| ---------------- | ---------------------------------------- | ---------------------------------------------- | ------ |
| Жовтень/листопад | Девід Блатт («Клівленд Кавальєрс») (1/1) | Люк Волтон («Голден-Стейт Ворріорс») (1/1)     | [ 48 ] |
| Грудень          | Скотт Скайлс («Орландо Меджик») (1/1)    | Грегг Попович («Сан-Антоніо Сперс») (1/1)      | [ 49 ] |
| Січень           | Двейн Кейсі («Торонто Репторз») (1/1)    | Док Ріверс («Лос-Анджелес Кліпперс») (1/2)     | [ 50 ] |
| Лютий            | Бред Стівенс («Бостон Селтікс») (1/1)    | Террі Стоттс («Портленд Трейл-Блейзерс») (1/1) | [ 51 ] |
| Березень         | Стів Кліффорд («Шарлотт Горнетс») (1/1)  | Стів Керр («Голден-Стейт Ворріорс») (1/1)      | [ 52 ] |
| Квітень          | Нейт Макміллан («Індіана Пейсерз») (1/1) | Док Ріверс («Лос-Анджелес Кліпперс») (2/2)     | [ 53 ] |